# Ende Gelände 2016

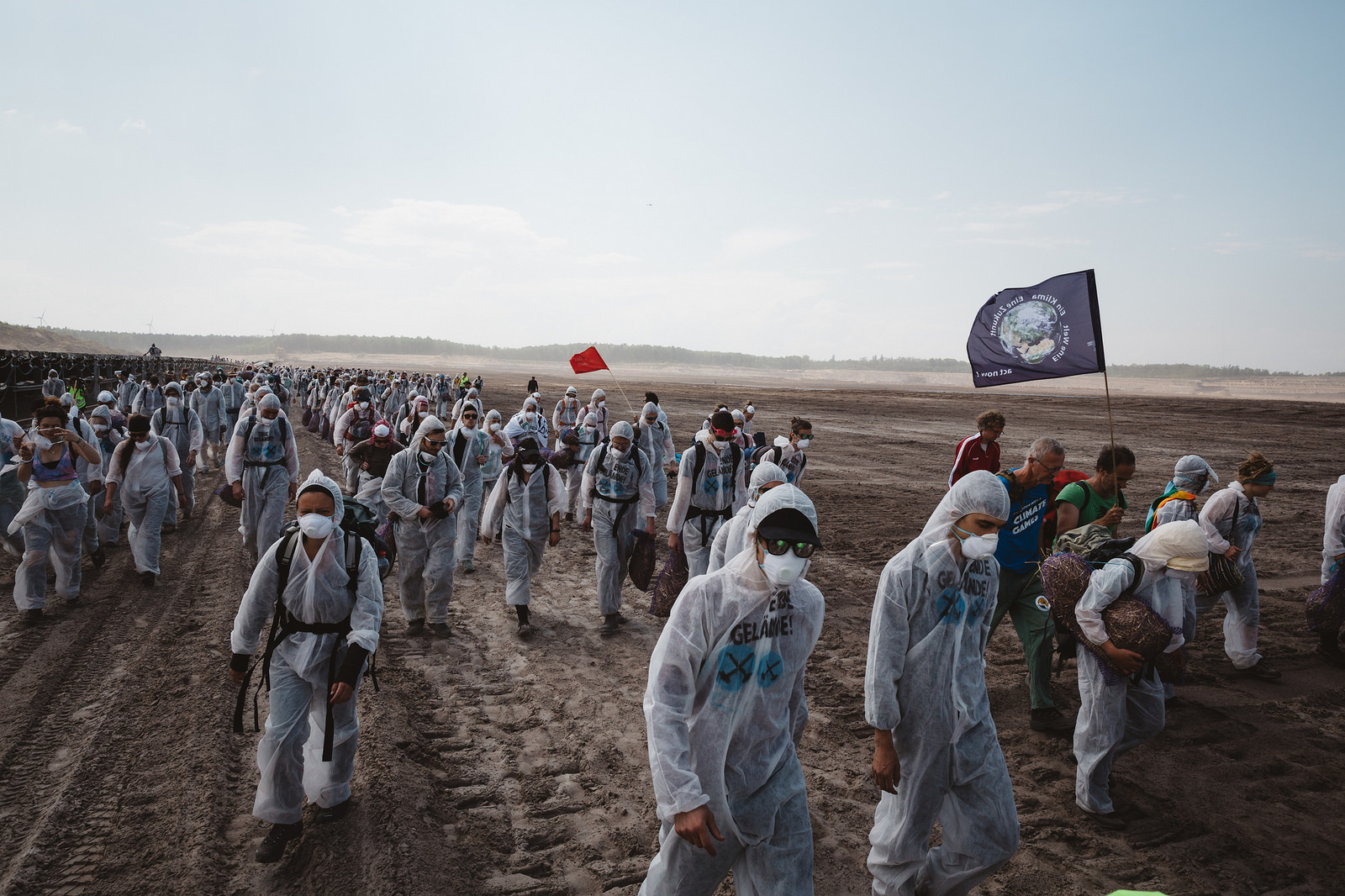
Teilnehmer von Ende Gelände 2016 im Tagebau Welzow-Süd

Ende Gelände 2016 war eine Großaktion zivilen Ungehorsams im Lausitzer Braunkohlerevier für den Klimaschutz. Von Freitag, dem 13. Mai bis Sonntag, den 15. Mai blockierten 3500 bis 4000 Menschen den Betrieb des Tagebaus und des Kraftwerks Schwarze Pumpe, das Kraftwerk musste auf 20 % seiner Leistung gedrosselt werden.
Ende Gelände 2016 war eine Fortsetzung von Ende Gelände 2015 und Teil der weltweiten Aktionswoche „Break Free!“ der Bewegung für Klimagerechtigkeit in der ersten Maihälfte, mit dem gemeinsamen Ziel „fossile Brennstoffe im Boden zu lassen und eine neuartige gerechte Wirtschaft mit 100 % erneuerbaren Energien aufzubauen“.

## Hintergrund

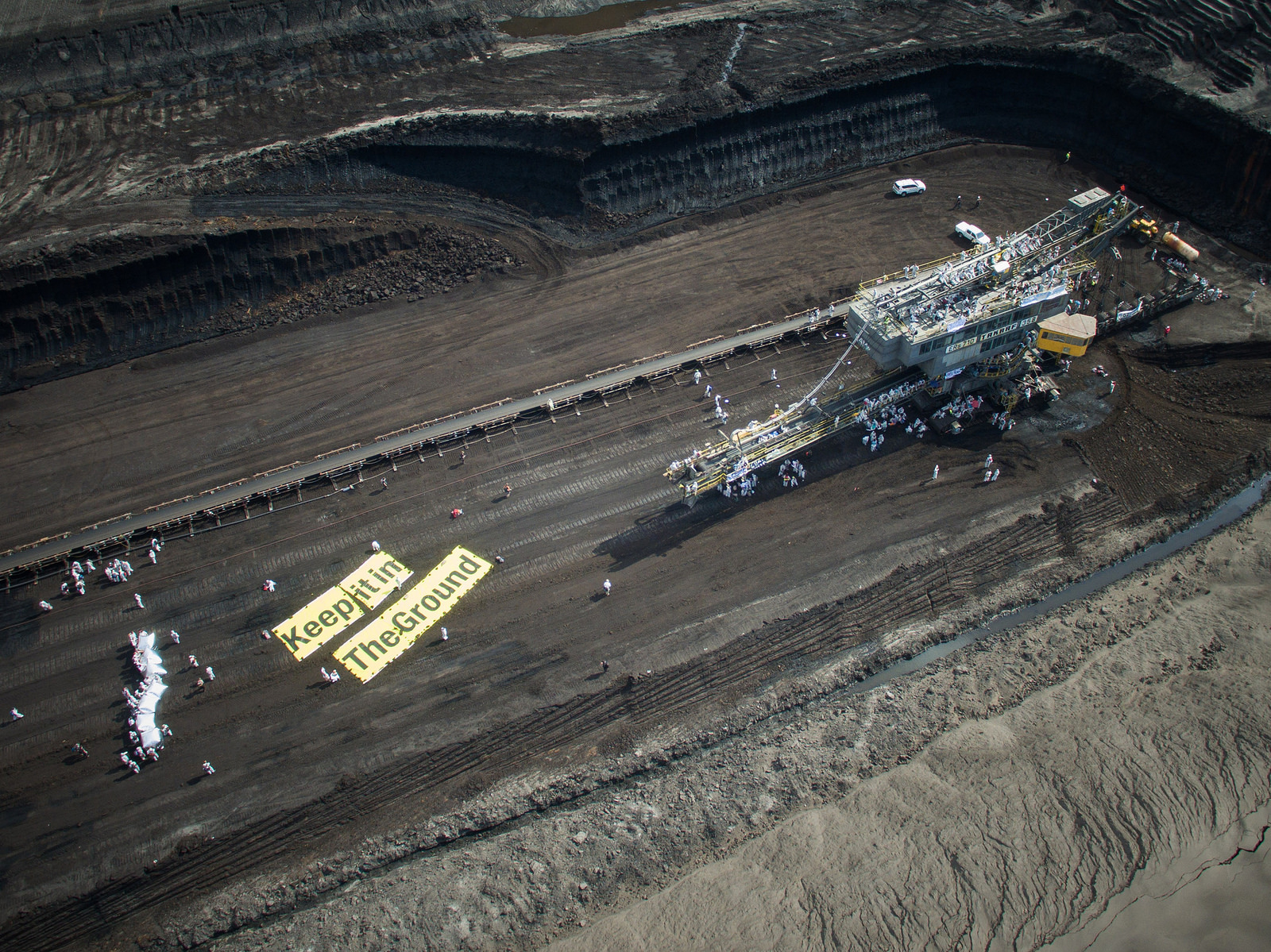
Blick auf den Tagebau Welzow Süd mit Ende Gelände Transparent

Ende Gelände gründete sich in Deutschland im Jahr 2015 als Zusammenschluss von Umweltgruppen und „Menschen aus den Anti-Atom- und Anti-Kohle-Bewegungen“. Die erste Aktion des Bündnisses war mit Ende Gelände 2015 die Blockade des Tagebau Garzweiler von RWE. Auf einer Konferenz in Leipzig im November 2015 wurde entschieden, den Protest im Jahr 2016 in die Lausitz zu verlegen, um den Verkauf des Braunkohlereviers von Vattenfall an EPH/EP Energy und seinen weiteren langfristigen Betrieb zu verhindern. Stattdessen sollte erreicht werden, dass Vattenfall die Kraftwerke und Tagebaue schnell und sozialverträglich schließt.
Zudem sieht sich Ende Gelände als Teil eines „globalen Kampfes“ gegen fossile Infrastrukturen: „Pipelines in den USA, Kohlehäfen in Australien, Fracking in Brasilien, Ölbohrungen in Nigeria“. Schließlich wird eine Abkehr von „Profitlogik und Wachstumswahn“, „Großprojekte(n) und (der) fortgesetzte(n) Ausbeutung des globalen Südens“ gefordert.
Ein Sprecher des Bündnisses erklärte, dass der „Ausstieg aus der Kohlekraft in Paris von der Weltgemeinschaft festgeschrieben (wurde), aber es hält sich jetzt niemand daran.“ Deshalb seien Protest und auch ziviler Ungehorsam notwendig und legitim.
Das Ziel war, den Tagebau Welzow-Süd vorübergehend stillzulegen. Dieser wurde vom schwedischen Energiekonzern Vattenfall betrieben, der dort jährlich rund 20 Millionen Tonnen Braunkohle förderte. So sollte die Kohleversorgung des Kraftwerks Schwarze Pumpe bei Spremberg unterbrochen und Vattenfall zum Herunterfahren desselben gezwungen werden.

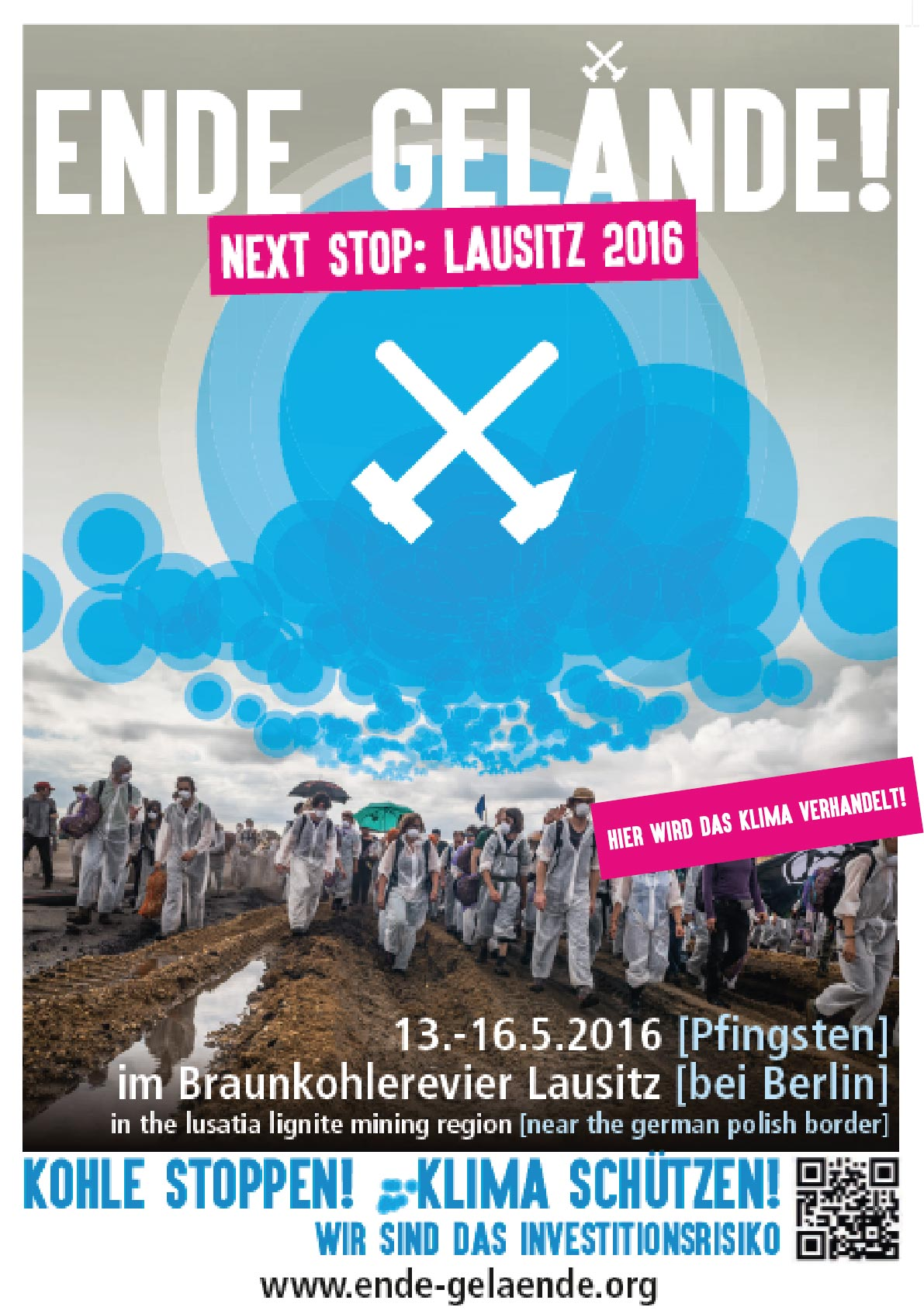
Poster für Ende Gelände

Anfang des Jahres 2016 hatte Vattenfall angekündigt, seine gesamte deutsche Braunkohlesparte inklusive der Tagebaue und Kraftwerke zu verkaufen. Käufer sollten der tschechische Energiekonzern EPH und der Finanzinvestor PPF werden. Nach Schätzungen lagern noch rund eine Milliarde Tonnen Braunkohle im Lausitzer Revier mit einem Geldwert von zwei bis vier Milliarden Euro. Einen großen Teil davon will der neue Betreiber EPH fördern und in Schwarze Pumpe sowie Jänschwalde und Boxberg verbrennen.
Durch den Wechsel vom staatlichen Konzern Vattenfall zu EPH/PPF befürchten Kritiker wie Greenpeace eine Verschlechterung der sozialen und ökologischen Standards für die Region, mangelhafte finanzielle Rückstellungen für die spätere Rekultivierung der Tagebaue und eine Verzögerung des Kohleausstiegs.
Von den Kohlebefürwortern in der Region wurde der Verkauf an EPH/PPF als alternativlos angesehen. Die Kohle soll so noch möglichst lange abgebaut und verbrannt werden, laut EU Energiekommissar Oettinger und Gewerkschaft IGBCE bis mindestens zur Mitte des Jahrhunderts. Der von Menschen verursachte Klimawandel wird dabei geleugnet oder marginalisiert, oder das mögliche Ende der Lausitzer Kohle als klimatisch und politisch unwichtig dargestellt. Die Kraftwerke seien so modern, dass sie dem „Weltklima sogar helfen“ könnten. Die Forderung nach einem Kohleausstieg wird abgelehnt.

## Organisation

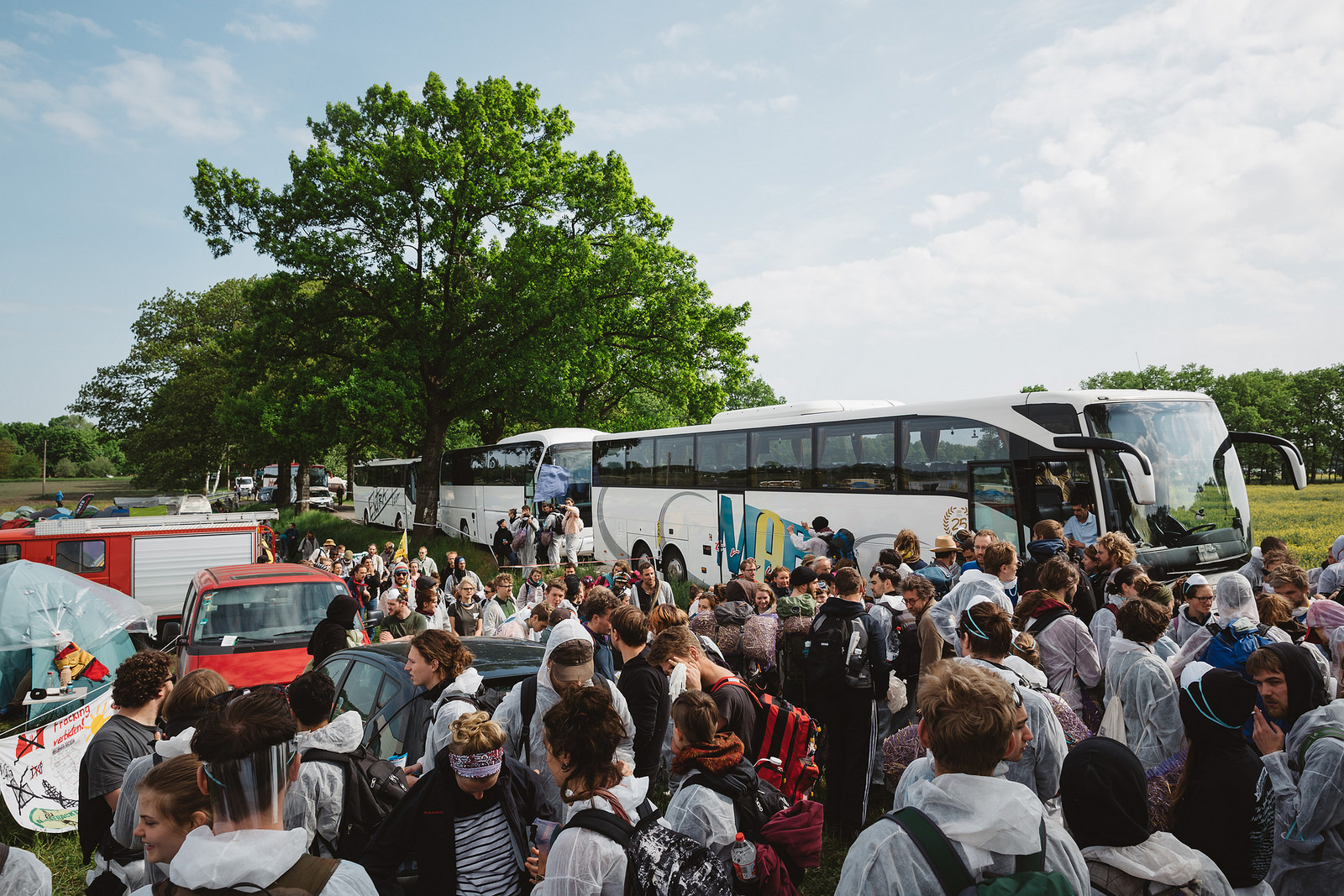
Busanreise der internationalen Teilnehmer; insgesamt wurden 25 Busse aus 12 europäischen Ländern erwartet

Ende Gelände war eingebettet in die weltweite Woche gegen fossile Energien namens „Break Free from fossil fuels“ des gleichnamigen Bündnisses. Dazu kamen verschiedene weitere Veranstaltungen für die Energiewende und gegen die klimaschädliche Kohlenutzung. Am 14. Mai führte eine Demonstration „gegen Kohleverstromung“ mit 1500 Teilnehmern durch Welzow, zu der neben Oxfam Deutschland, dem INKOTA-netzwerk, campact, attac Deutschland, Robin Wood und 350.org auch der BUND seine Mitglieder zur Teilnahme aufrief.
Ende Gelände wurde von verschiedenen, trotz der internationalen Teilnehmer überwiegend in Deutschland ansässigen Gruppen organisiert, unter anderem von der Anti-Kohle Gruppe ausgeCO2hlt, die Ende Gelände 2015 ausrichtete. Zum Kreis der Organisatoren gehörten Einzelpersonen, lokale, überregionale und internationale Umweltgruppen, Zusammenhänge aus der Antiatombewegung und aus dem antikapitalistischen Spektrum. Für Ende Gelände 2016 wurde europaweit mobilisiert und die Zahl der internationalen Teilnehmer wurde auf über 1000 geschätzt. Die Internationalen Teilnehmer reisten mit Bussen und in mehreren längeren Fahrradtouren aus Kopenhagen, Wien, Bern, Paris und Ost-England an. 

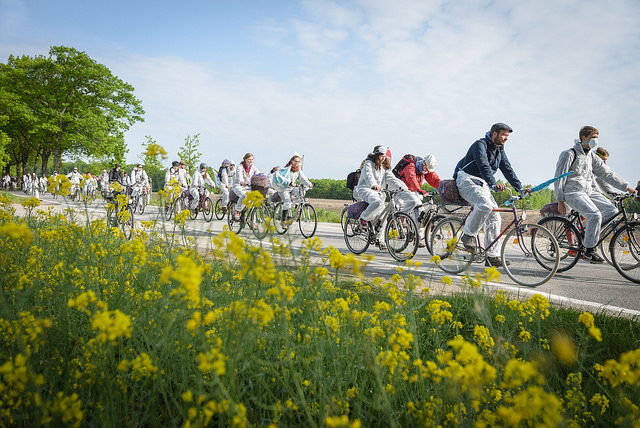
Der „Fahrradfinger“ auf dem Weg zur Blockade

Der Aufruf zum zivilen Ungehorsam wurde von 52 Organisationen unterzeichnet, die die Aktionsform und das Anliegen unterstützen, unter anderem: 350.org, ATTAC Deutschland, Grüne Jugend Bundesverband, Linksjugend Solid Bundesverband, Interventionistische Linke Bundesverband, YASunidos (Ecuador) und Fuel Poverty Action (UK).
Eine „Solidaritätserklärung mit dem friedlichen Protest gegen die Kohle“ wurde von 16 Gruppen unterzeichnet, unter anderen vom BUND-Bundesverband, BUNDjugend, Campact, Oxfam, Naturfreunde Deutschlands, Umweltinstitut München und Urgewald.
Ende Gelände gliedert sich in 17 Arbeitsgruppen, die verschiedene Aufgaben von der Anreise über die politischen Aktionen bis zur Pressearbeit unter sich aufgeteilt hatten, was eine reibungslose Organisation ermöglichte.

### Kampagne gegen Ende Gelände
Schon lange vor Ende Gelände wurde der angekündigte zivile Ungehorsam, von Kohlebefürwortern wiederholt als „Gewalt“ bezeichnet und mit juristischen Repressalien bedroht. In der Region wurden tausende Schilder aufgehängt, im Aussehen ähnlich den Wahlkampfschildern, mit der Aufschrift „Pfingsten 2016 Gewalt stoppen“. Dahinter stand der Verein „pro Lausitzer Braunkohle“. Pro Lausitzer Braunkohle e. V. sowie weitere pro-Kohle Initiativen wurden wiederholt gerügt, da sie von Vattenfall finanziert werden, sich jedoch fälschlich als unabhängig und bürgernah darstellen. Ende Gelände nannte die Diskreditierung des zivilen Ungehorsams als Gewalt eine „Unterstellung“, die den Menschen in der Region „offenbar gezielt Angst machen sollte“.

### Klima-Camp
Das Laustizcamp findet seit 2011 in der Lausitz statt unter dem Motto „Kein Land mehr für Kohle!“. Im Jahr 2016 fiel es wesentlich größer aus, da die meisten Aktivisten von Ende Gelände dort übernachteten. Einigen Medien (Rundfunk Berlin-Brandenburg u. a.) verbreiteten die Falschmeldung von einem „Catering“ auf dem Lausitzcamp, und meinten damit das Küchen-Kollektiv, welches auf dem Klimacamp kochte. Alle Teilnehmer waren angehalten, dafür einen Unkostenbeitrag von 10 bis 15 Euro je Tag beizusteuern und in verschiedenen Arbeitsgruppen das Küchen-Kollektiv zu unterstützen.

### Finger-Taktik

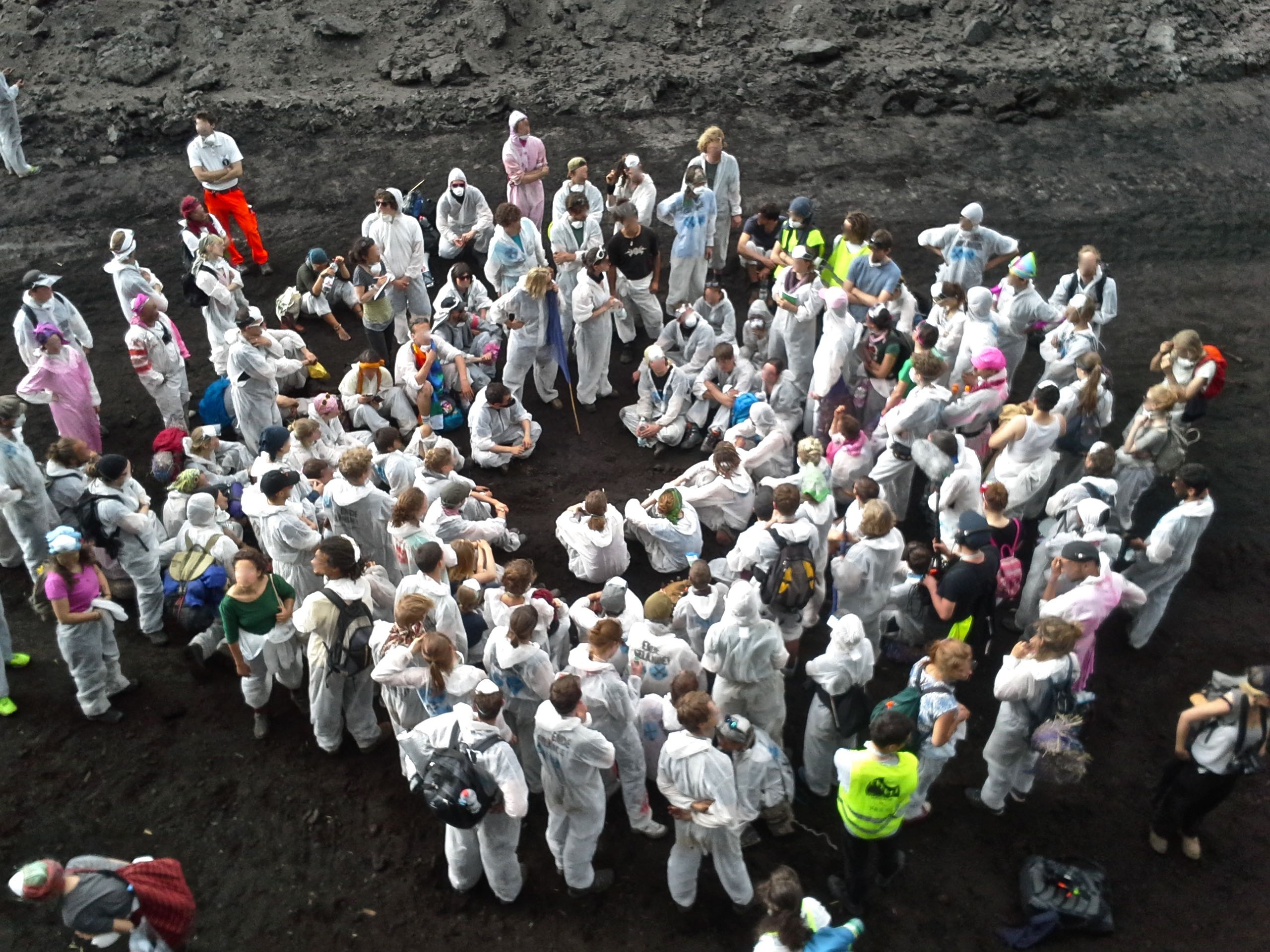
Eine Bezugsgruppe beim Plenum in der Grube

Die 3500–4000 Aktivisten wandten die „Fünf-Finger-Taktik“ an, die im Wendland während der Castortransporte erfolgreich war; das heißt, sie teilten sich in „Fingerstrukturen“ auf. Eine Gruppe von mehreren hundert Personen ist dabei einem „Finger“ zugeordnet, 5–15 Personen bilden ein „Bezugsgruppe“ und je zwei Personen bilden ein „Tandem“. Tandems, Einzelpersonen und Bezugsgruppen geben sich Phantasienamen, um sich in der Menge jederzeit finden zu können, jedoch gegenüber der Polizei und Werkschutz anonym bleiben zu können. Deshalb trugen viele Aktivisten, insbesondere auf den offiziellen Photos, Sonnenbrillen und Staubmasken. In der Gewahrsamnahme in Cottbus verweigerten die meisten die Angabe ihrer Personalien.
Die Bezugsgruppen handeln in der Aktion autonom, das heißt, sie berufen bei Bedarf ein Plenum ein und beraten, ob sie die Aktion weitertragen, eine Eskalation in Kauf nehmen, oder abbrechen. Ein Rat aus Delegierten aus jeder Bezugsgruppe, das „Delegiertenplenum“ tritt seltener zusammen und repräsentiert einen gesamten „Finger“ mit mehreren hundert Personen. Die Entscheidungen der Finger sind daher nicht vollständig vorhersehbar und planbar, da teils am Ort neu entschieden wird. Wie die Medien berichteten, haben die Fingerstrukturen vor dem Wochenende bereits das gewaltlose „Durchfließen“ von Polizeiketten in „Aktionstrainings“ geübt.
Zu jedem Finger gehört eine Fahnengruppe, die Richtungswechsel angibt. Eine Gruppe mit Funkgeräten kommuniziert mit den anderen Fingern. Eine Gruppe mit Megaphonen ist für Ansagen, Gesang und Sprechchöre verantwortlich. Dazu kommen jeweils noch einzelne Sanitäter, Photographen, Journalisten und Parlamentarier.

## Aktion
Die Besetzung begann größtenteils am Freitag, dem 13. Mai, erreichte einen Höhepunkt am Samstag Abend und endete größtenteils am Sonntag 15:00 Uhr.

### Freitag, 13. Mai

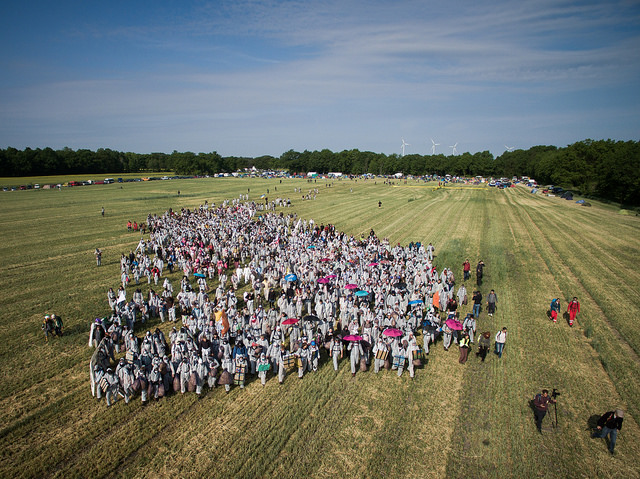
Auszug des „grünen Fingers“ aus dem Lausitzcamp

Am Freitag verließen drei große Gruppen, der rote, orange und grüne Finger gegen 13:00 das Klimacamp. Der „grüne Finger“, auch als „internationaler Finger“ bezeichnet, besetzte eine Verladestation und einen Schienenknotenpunkt der Braunkohle, zunächst nur die Schienen, später auch die zwei Kohle-Verladetürme. Der „orange Finger“ besetzte den Schienenstrang direkt vor dem Kraftwerk, der „rote Finger“ ging in den Tagebau und besetzte mehrere Abraumbagger und Förderbänder. Viele der Aktivisten setzten die Blockade auf den Baggern und Förderbändern über Nacht fort. Polizei und Werkschutz schritten nicht ein. Zudem gab es zwei Blockaden unabhängig von Ende Gelände, Aktivisten von Robin Wood blockierten einen Schienenstrang am Kraftwerk durch abseilen und eine zweite mittels einer Betonpyramide. Die Polizei sprach zu diesem Zeitpunkt von 1000, Ende Gelände von 2000 Aktivisten.
Während Vattenfall am Morgen noch das Betreten des Tagebaus Aktivisten und Journalisten untersagte, erklärte der Sprecher Thoralf Schirmer am Nachmittag einen „Tag der offenen Tür“. Man könne das Kraftwerk für 24 Stunden auch ohne Tagebau versorgen. Die Polizei erklärte, die Bagger seien schon am Donnerstag abgestellt worden, und es bestünde keine Gefahr und kein Anlass einzugreifen.

### Samstag, 14. Mai

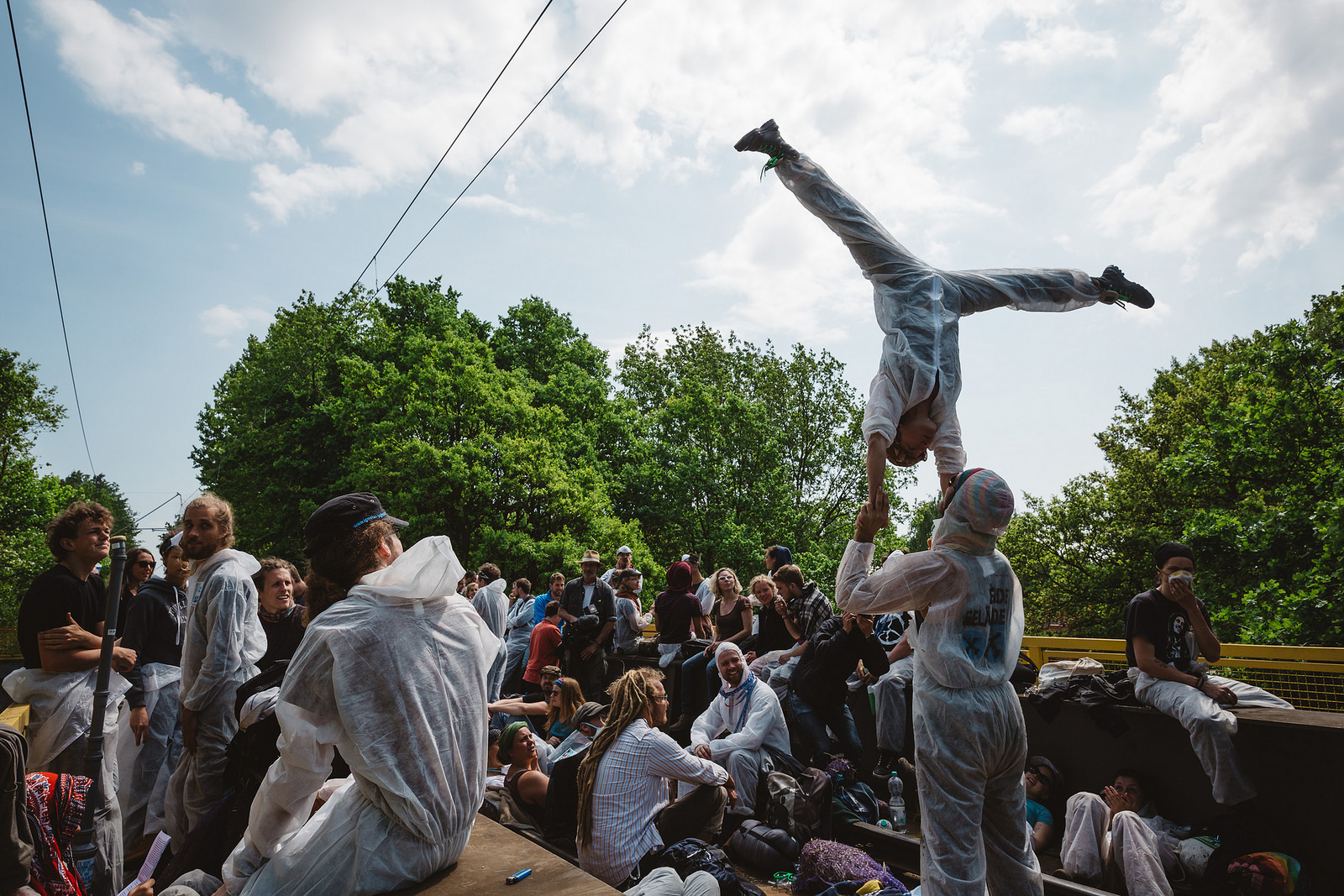
Eine Sitzblockade auf einer Schiene am 2. Tag

Am Samstag morgen stellte Vattenfall zahlreiche Strafanzeigen unter anderem wegen Landfriedensbruchs. Indessen begaben sich der blaue und hellblaue Finger mit Fahrrädern zum Kraftwerk zur Unterstützung der Sitzblockade.
Die Besetzungen im Tagebau und an der Kohleverladestation erhielten Unterstützung, nachdem viele Aktivisten in der Nacht zum Schlafen ins Lausitzcamp gegangen waren. 10:30 wurde ein letzter Schienenstrang zwischen Kraftwerk und Kohlelager besetzt, womit das Kraftwerk vom Brennstoffnachschub abgeschnitten war, und bis zur Beendigung der Blockade Sonntag Nachmittag abgeschnitten blieb.
12:40 Uhr forderte Vattenfall erneut die Räumung der Blockaden mit der Begründung „die Produktion [könne] so nicht laufen“. Die Sprecherin der Polizei Ines Fieloh erklärte jedoch: „Solange für die Aktivisten in der Grube und auf dem Bagger keine Gefahr für Leib und Leben besteht, gehen wir da nicht rein.“ „Eine staatsanwaltliche Prüfung habe ergeben, dass keine Straftatbestände wie Hausfriedensbruch oder Nötigung vorlägen.“
Rund 1000 Menschen demonstrierten ab 13:20 gegen den Kohleabbau in der Lausitz. In einer lange vorab angemeldeten Demonstration zogen sie von Welzow nach Proschim. Proschim soll nach den jetzigen Plänen weggebaggert werden.
15:50 sollten die Aktivisten von der Schieneblockade bei Roggosen geräumt werden, wobei die Polizei die Gleise zersägen musste, so dass diese für Kohlezüge unpassierbar blieben. Gegen vier Uhr erklärte Vattenfall, die Leistung des Kraftwerks auf 20 % gedrosselt zu haben.
Kleingruppen von Ende Gelände blockierten den Samstag über kurzzeitig Straßen und Fahrradwege mit aufblasbaren Würfeln. Fahrzeuge des Werkschutzes wurden so vom Befahren der Straßen abgehalten.

### Besetzung des Kraftwerks
Um 16:10 Uhr bildete sich aus der Sitzblockade vor dem Kraftwerk Schwarze Pumpe eine kleinere Gruppe von einigen hundert Aktivisten, die sich vor das Kraftwerk begaben. Um 16:45 Uhr, nach einem Plenumsbeschluss, überstiegen rund 1000 Aktivisten die Zäune zum Kraftwerksgelände. Teils wurden Zäune beschädigt, das Tor wurde niedergerissen. Vattenfall sprach später von einer „Erstürmung“ des Kraftwerks. Im Werksgelände bewegten sich die Aktivisten für einige Minuten weitestgehend frei und scheinbar ziellos, wobei sich der Werkschutz zurückgezogen hatte. Nach nur fünf Minuten, um 16:50 Uhr, traf eine Hundertschaft der Polizei ein und die Aktivisten versuchten, den einsetzenden Festnahmen, begleitet von Schlagstockeinsatz und Pfefferspray, durch Flucht über die Zäune auf der Südseite des Kraftwerks zu entgehen. Einige zogen sich erhebliche Verletzungen beim Übersteigen der Zäune zu. Zwei Aktivisten wurden durch Rettungskräfte in ein Krankenhaus gebracht. Die Polizei setzte rund 130 Aktivisten in einem Kessel fest, bevor sie in die Wache nach Cottbus gebracht wurden, wo sie die Nacht verbrachten.
Um 19:30 Uhr schloss sich die Polizei dem schon zuvor geäußerten Vorwurf Vattenfalls an und verschärfte ihn zudem als „schweren“ Landfriedensbruch. Zur Begründung hieß es, die Aktivisten hätten „den Bogen deutlich überspannt [...], indem sie im Werkseingangsbereich die Zäune niederrissen und sich dann auf das Werksgelände begaben.“
In den Abendnachrichten des Rundfunks Berlin Brandenburgs wurde berichtet, dass von den Aktivisten Gewalt gegen Mitarbeiter des Werkschutzes ausgegangen wäre, wobei ein Wachmann verletzt worden sei. Andere Medien wie der evangelische Pressedienst, Neues Deutschland und TAZ bestätigten dies jedoch nicht. Von Vattenfall wurde der Vorwurf eines verletzten Wachmanns nicht erhoben. Ende Gelände widersprach der Darstellung des RBB: „[…] auch beim Besuch des Kraftwerks haben wir unseren Aktionskonsens strikt eingehalten – Menschen wurden nicht gefährdet. Natürlich kann es zu Blockaden gehören, einen Zaun zu überwinden.“

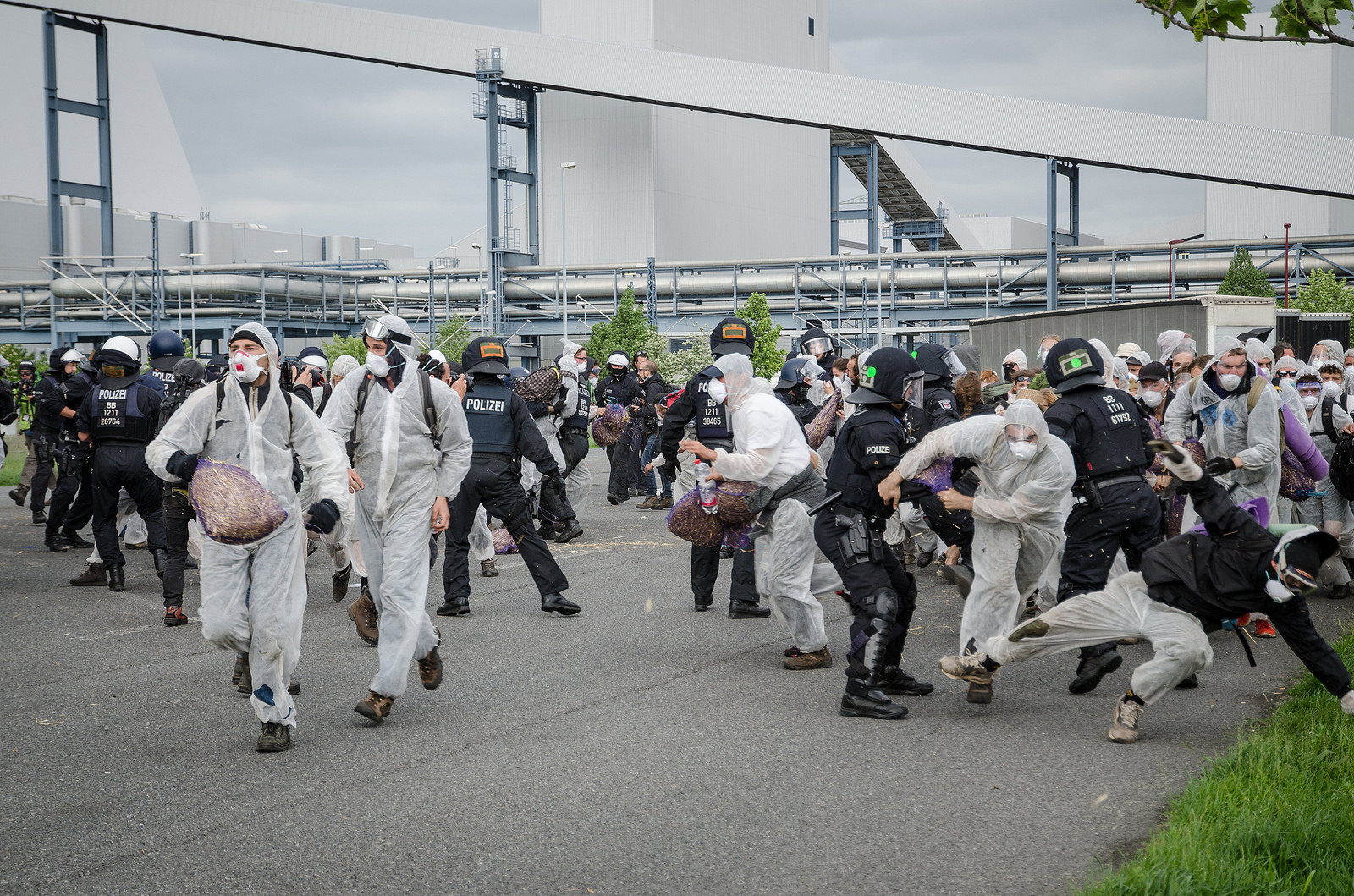
Polizei verhaftet Aktivisten auf dem Gelände von Schwarze Pumpe

Um 19:40 Uhr erklärte Ende Gelände, dass sich im Laufe des Tages 3500 Menschen an den Blockaden beteiligt hätten, was als großer Erfolg gewertet wurde. 700 Aktivisten bereiteten sich auf den, trotz der Kraftwerksräumung, weiterbestehenden Blockaden auf die Nacht vor.
Am Abend fand vor dem Kraftwerk eine spontane Demonstration mit einigen hundert Teilnehmern unter dem Motto „Wir leben von der Kohle“ und „Wir lassen uns nicht von Zugereisten die ganze Lausitz kaputt trampeln“ statt. Viele pro-Kohle Demonstranten kamen direkt von der Schicht. Ende Gelände erklärte, es seien auch Kohlebefürworter mit Bussen angekommen und hätten anfangs friedlich für die Braunkohle demonstriert. Nach Beendigung der Demonstration jedoch haben sich „rund 500 Anwohner, Kohlearbeiter und Neonazis am Fuße einer Gleisbrücke“ versammelt und die Aktivisten auf einer Gleisblockade sowie vor dem Kraftwerk durch werfen von Flaschen und Feuerwerkskörpern angegriffen, bedroht und beschimpft. Die Polizei griff längere Zeit nicht ein. (siehe Abschnitt neonazistische Angriffe)

### Sonntag, 15. Mai
Am Sonntag bestanden alle Blockaden weiter bis 15:00 Uhr. Rund 48 Stunden nach Beginn der Blockaden und über 24 Stunden nach „Abschneiden“ des Kraftwerks erklärten die Pressesprecher von Ende Gelände das Ende der Aktion. Die meisten Gruppen verließen im Laufe des Nachmittags die Blockaden und kehrten ins Lausitzcamp zurück.
Einige harrten noch länger aus. Eine Gruppe, die sich mit „lock-ons“ an die Schienen angekettet hatte, blieb, bis sie Sonntagnachmittag von der Polizei geräumt wurde. Eine weitere Gruppe hielt den Abraumbagger im Tagebau Welzow Süd bis Montagmorgen besetzt. Eine weitere Schienenblockade wurde am Sonntag von der Polizei durch Wegtragen der verbliebenen Aktivisten geräumt.
Am Nachmittag wurden die rund 130 festgenommenen Aktivisten mit einer Ausnahme aus dem Polizeigewahrsam entlassen. In der folgenden Woche wurden drei weitere Personen in Untersuchungshaft verbracht, zwei davon von der in der Nähe gelegenen und geräumten Baumbesetzung Lautonomia, die ebenfalls gegen den Tagebau streitet.
Berichten einer zeitweise gefangenen Aktivistin und einer Pressemitteilung von Ende Gelände zufolge wurden den inhaftierten Aktivisten die Grundrechte auf Nahrung, Wasser und zwei Telefonate verweigert bzw. konnten nicht gewährt werden aufgrund von Personalmangel auf der Wache.

### Bilder von den Aktionen

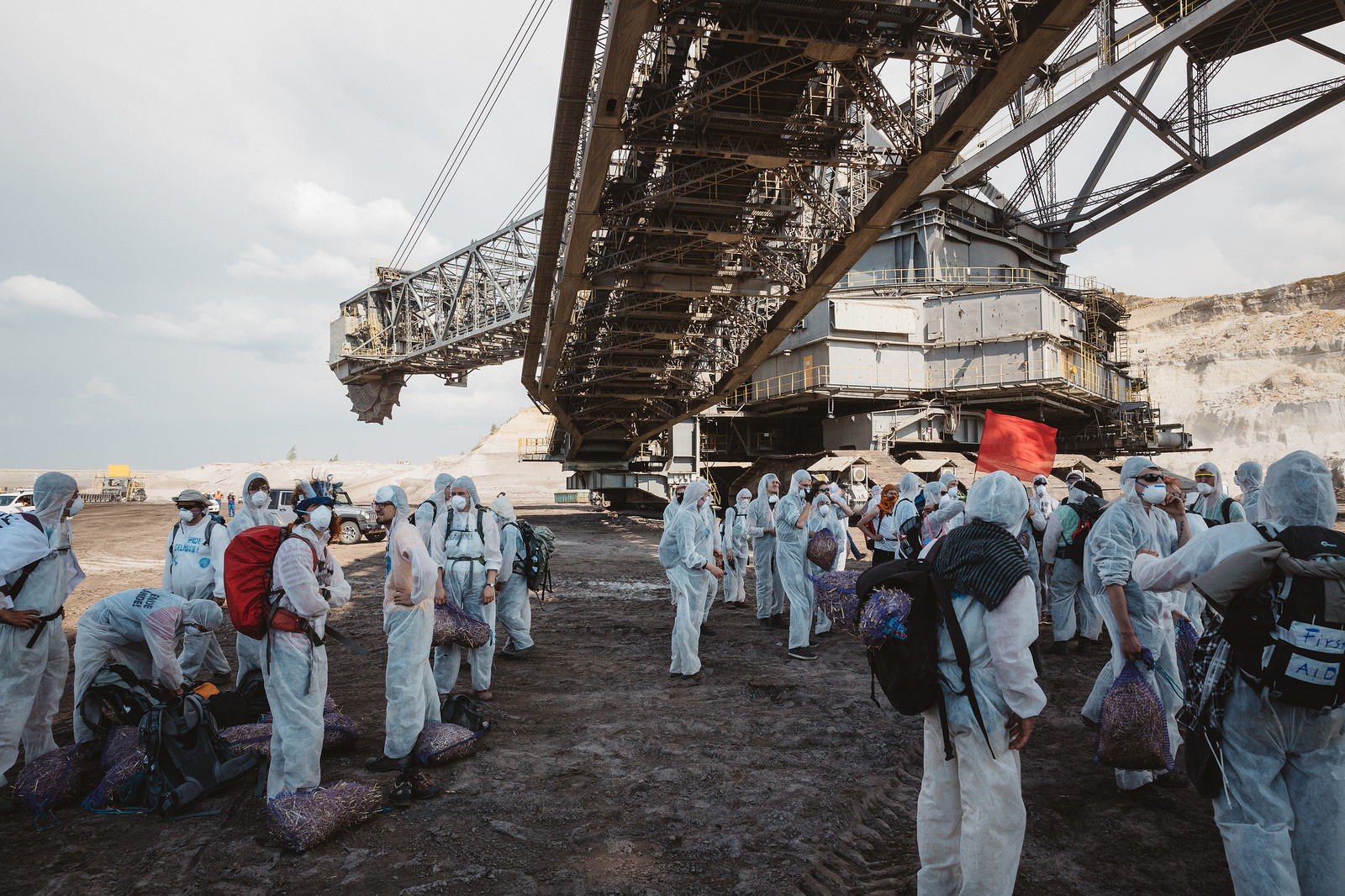
Baggerbesetzung Welzow Süd, unter dem Bagger
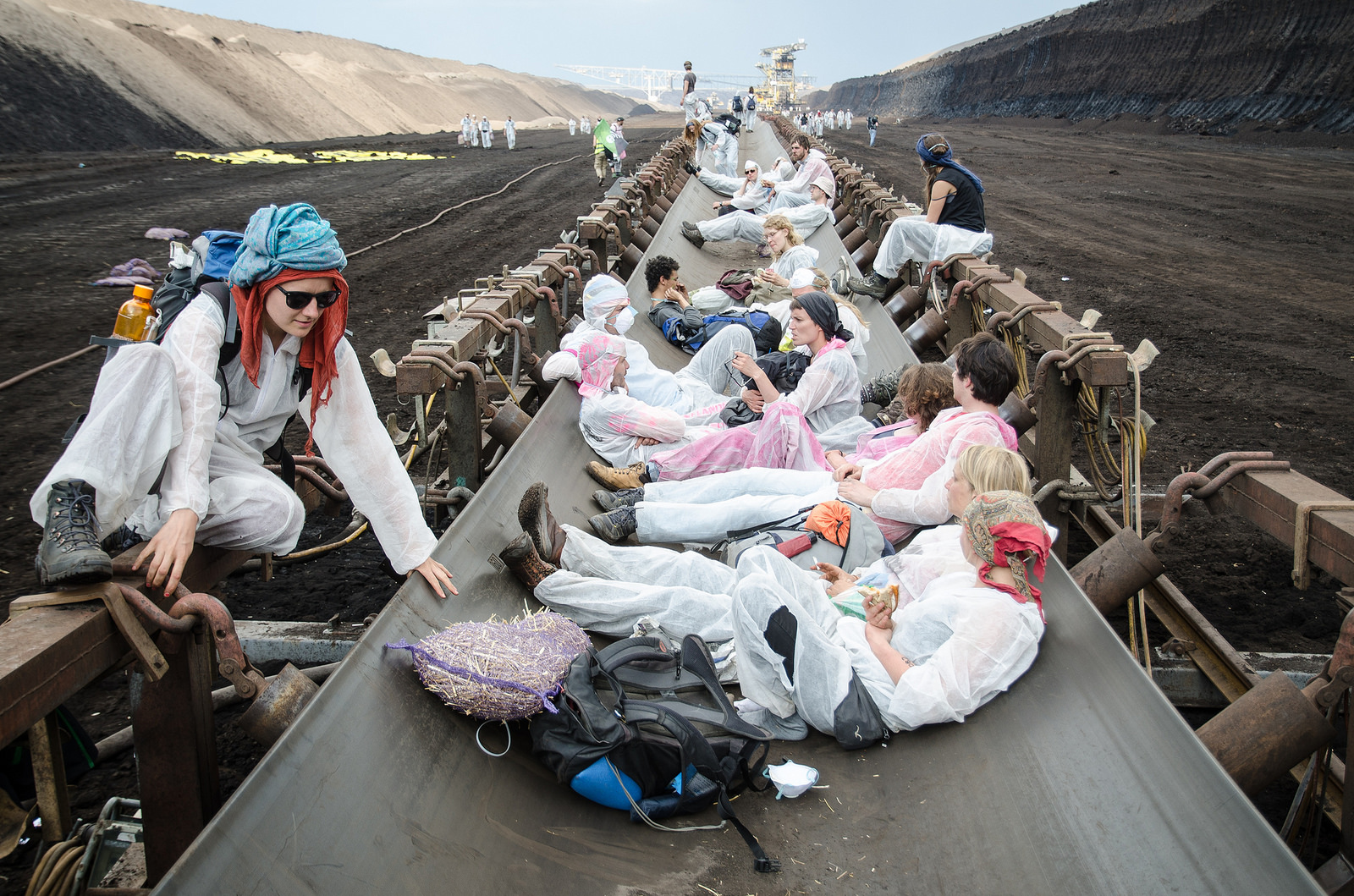
Aktivisten auf dem Förderband
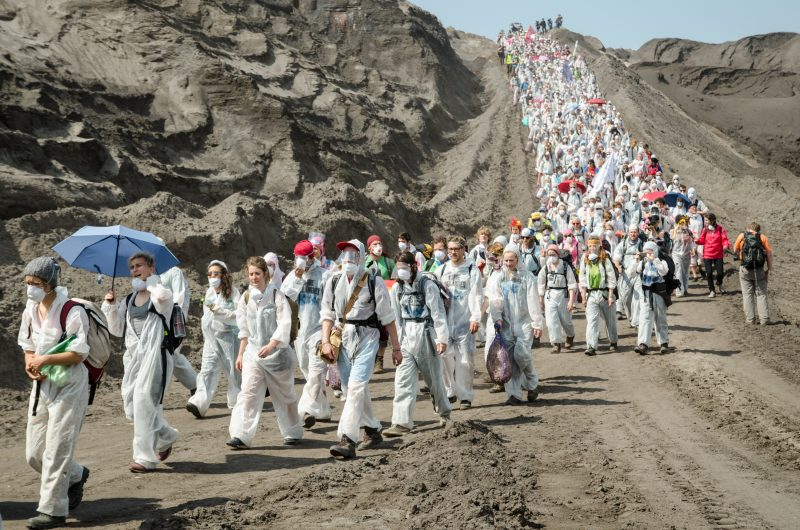
Einzug der Aktivisten in den Tagebau am ersten Tag
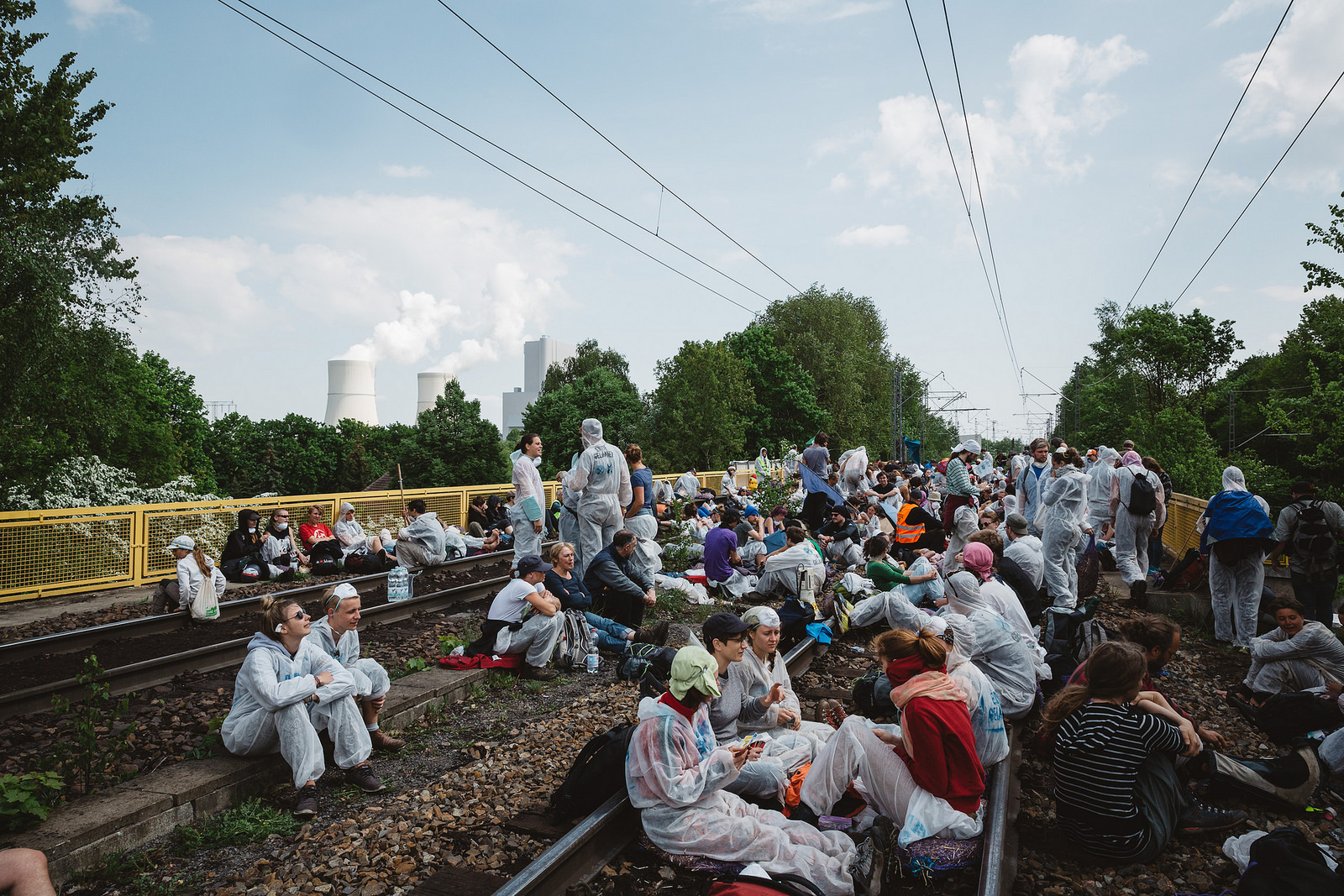
Eine Schienenblockade
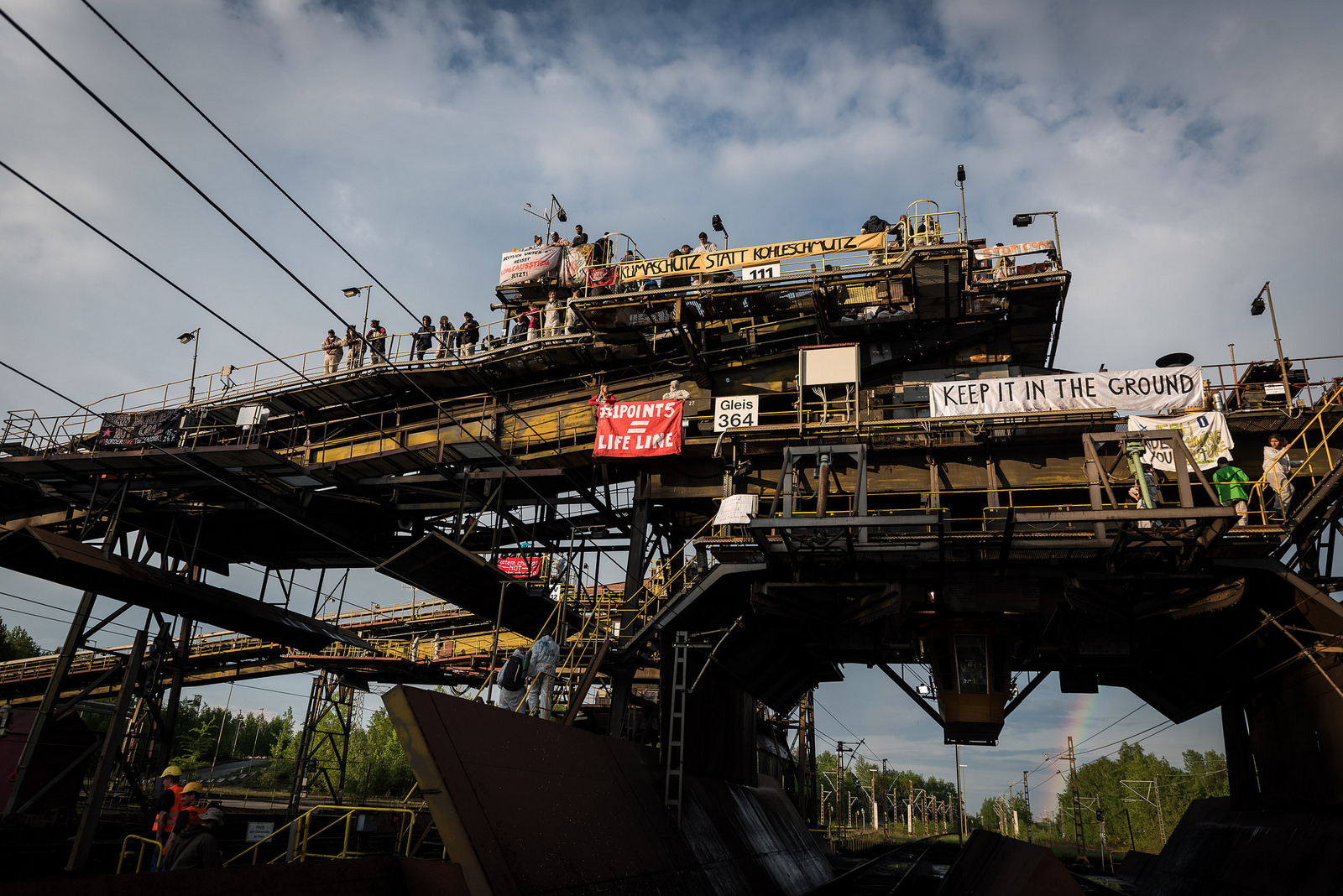
Besetzte Kohleverladebrücke zwischen Kraftwerk und Tagebau
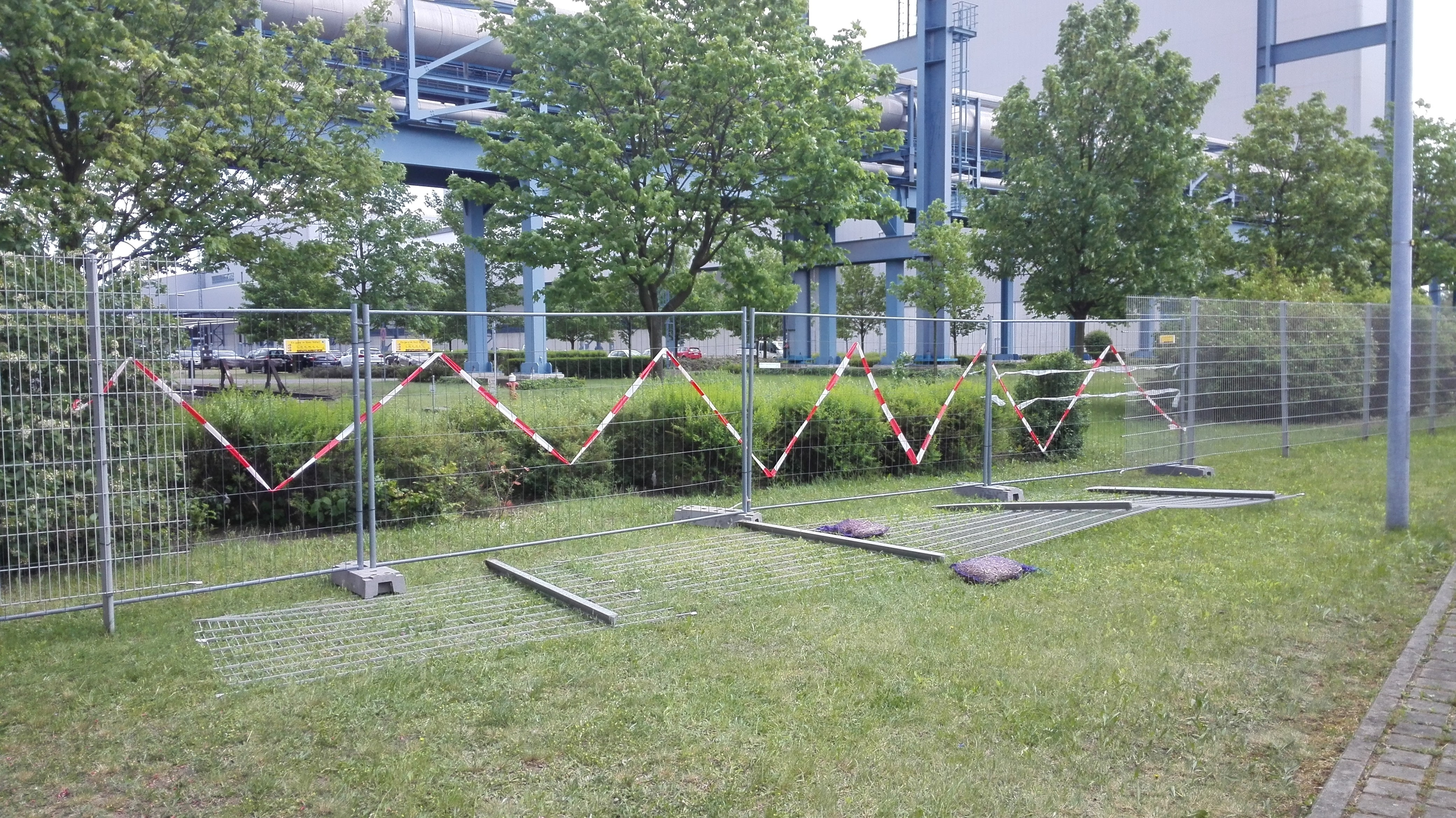
Niedergerissener Kraftwerkszaun KW Schwarze Pumpe
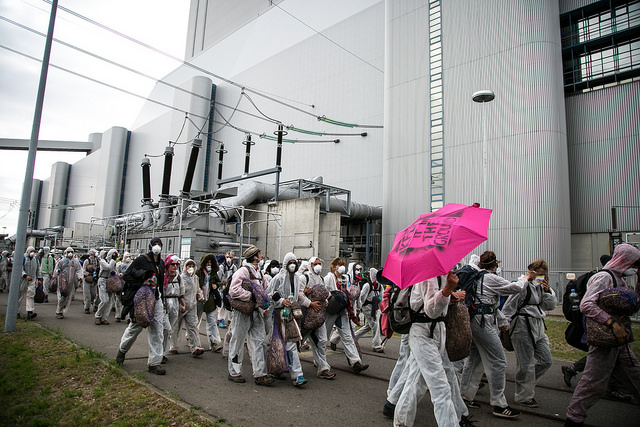
Im Kraftwerk schwarze Pumpe

## Neonazistische Angriffe
Laut Ende Gelände waren innerhalb der pro-Kohle Demonstration am Abend des 14. Mai vor dem Kraftwerk Gruppen lokaler Neonazis mit IGBCE Fahnen zugegen. Von Seiten der Polizei wurde die Beteiligung von Neonazis an der Demonstration nicht bestätigt. Der Verein Opferperspektive Brandenburg forderte später die Landesregierung und IGBCE zur Aufklärung auf, „inwieweit es rechten Strukturen gelungen ist, die ‚Pro-Kohle‘-Demonstrationen für sich zu nutzen“.
Ende Gelände schrieb in einer Pressemitteilung, dass Aktivisten und Journalisten das Wochenende über wiederholt an mehreren Orten von Personen aus dem rechten Spektrum angegriffen wurden. Die Opferperspektive Brandenburg sammelte nachträglich Berichte von Angriffen und legte diese dem Landtag Brandenburgs vor. Es ist dort die Rede von „einer Vielzahl rechter Angriffe, die sich rund um die Protestaktionen in der Lausitz ereigneten. Dazu kommen weitere Übergriffe, bei denen ein rechter Tathintergrund anzunehmen ist.“
Bereits am ersten Tag von Ende Gelände wurde eine Blockade von Robin-Wood-Kletterern von einer Gruppe von rund 60 Personen aus dem rechten Spektrum mit Feuerwerkskörpern „mit hoher Sprengkraft“ angegriffen und bedroht.
Am Samstag Abend griff eine größere Menschengruppe, in der sich auch Neonazis befanden, eine Gleisblockade von Ende Gelände an, und versuchte diese zu stürmen. Die Gleisblockade wurde von den Aktivisten verteidigt. Mehrere Aktivisten und Passanten im Umfeld wurden körperlich angegriffen.
Ende Gelände erklärte, es habe in der Nacht vom Samstag zum Sonntag auf eine der im Umfeld des Tagebaus gelegenen Mahnwachen im Spremberger Ortsteil Terpe (ein Infostand mit wenigen Personen) einen Angriff von fünf vermummten Personen mit Baseballschlägern gegeben, wobei ein Zelt sowie von den geflüchteten Aktivisten zurückgelassene Fahrräder zerstört worden seien. In der gleichen Nacht verfolgten mehrmals Autos mit lokalem Kennzeichen die Autos von Aktivisten und versuchten diese von der Straße abzudrängen. Unter den so Bedrängten war auch das Auto einer Journalistin der Tageszeitung TAZ.
Die Angriffe setzten sich am Sonntag auf das Klimacamp fort, wobei Sonntag die Anwesenheit von Neonazis von der Polizei bestätigt wurde. Ein Teilnehmer des Lausitzcamps wurde Sonntag Abend von vermummten Personen niedergeschlagen und verletzt. Laut Opferperspektive Brandenburg weigerten sich Polizeibeamte „in mehreren Fällen […] Anzeigen durch Betroffene aufzunehmen oder diese zu schützen.“ Gruppen aus der „lokalen Neonazi- und Hooliganszene“ von bis zu 50 Personen haben mehrfach und an verschiedenen Orten Teilnehmer von Ende Gelände angegriffen.
Insbesondere in der Nacht vom Sonntag auf Montag befürchtete das Klimacamp erneut von Neonazis, jedoch von einer größeren Gruppe angegriffen zu werden und alarmierte erneut die Polizei. Die Polizei reagierte schließlich Sonntag Nacht entschieden und schickte eine Einsatzhundertschaft aus Hannover, die Streife fuhr, und einen Hubschrauber. Die Polizei teilte später mit, 57 potentiellen Angreifern, viele davon polizeibekannte rechtsmotivierte Straftäter, im Umfeld des Lausitzcamps Platzverweise erteilt zu haben. Bei diesen wurden Quarzsandhandschuhe und Messer gefunden. Die Polizei nahm jedoch keine Verhaftungen vor.
Von Freitag bis Sonntag konnten Ende-Gelände-Aktivisten weiteren Angriffen teils durch Flucht in ihre Autos und verriegeln der Türen mehrmals knapp entgehen. Wiederholt wird berichtet, dass die regionale Polizei keine Anzeigen aufnehmen wollte, und die Angreifer unbehindert ließ.
In der Region Cottbus existiert eine „gut organisierte“ und „durch hohe Gewaltbereitschaft gekennzeichnete rechte Szene.“ Die „Gewalteskalation“ über Pfingsten sei deshalb laut der Gruppe „Opferperspektive“ keine Überraschung gewesen. Der Landtag Brandenburgs hätte jedoch die rechte Gewalt gegen Ende Gelände „völlig ausgeblendet“, stattdessen sei ausschließlich von „linken Krawallmachern“ die Rede gewesen, was zu einer „Normalisierung rechter Übergriffe“ führe.

## Reaktionen und Bewertungen

### Vattenfall
Der Konzern drosselte von Samstag, den 15. Mai bis Montag früh die Leistung seines Kraftwerkes Schwarze Pumpe, um mittelfristig den Betrieb aufrechterhalten zu können. Die Gesamteinspeisung fiel während des Wochenendes auf rund 20 % der maximalen Leistungsfähigkeit beider Blöcke. Einer der beiden Blöcke, der Block B, wurde von Samstag 14:00 Uhr bis Montag 2:00 Uhr vom Netz genommen und lieferte laut Strombörse EEX in diesem Zeitraum keinen Strom.

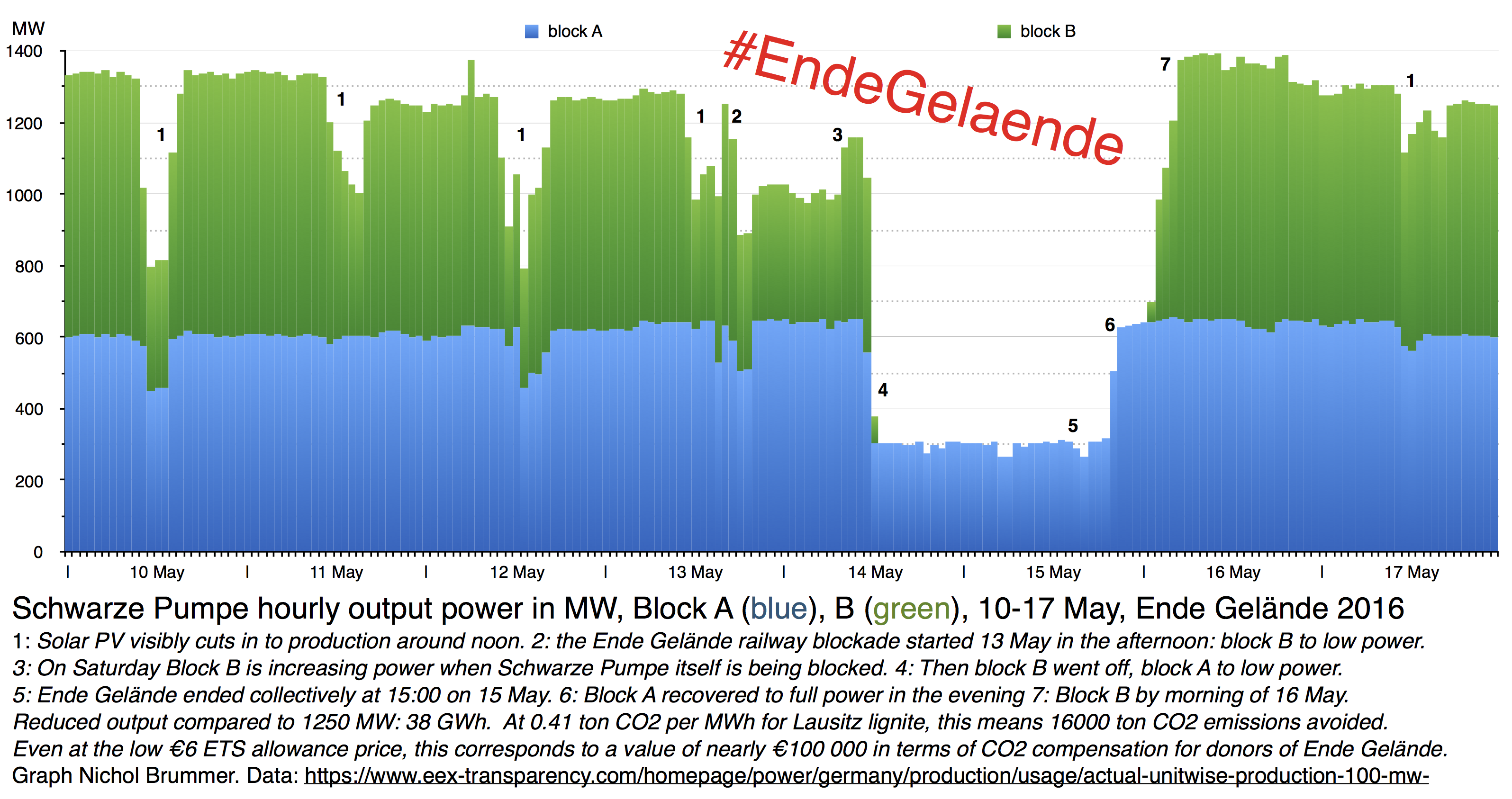
Einspeisung von Schwarze Pumpe Block A und B ins Stromnetz. Zu sehen sind der tägliche Einbruch am Mittag durch Sonnenstrom, und die größeren Effekte von Ende Gelände an Pfingsten.

Der Vorstandsvorsitzende von Vattenfall Europe, Hartmuth Zeiß, sagte: „Es ist eine absolut neue Qualität, dass durch gewaltsamen Druck ein Kraftwerk gezwungen werden soll, seine Produktion einzustellen und damit direkt in das deutsche Stromversorgungssystem einzugreifen. Das betrifft längst nicht mehr nur die Lausitz.“ Und weiter: „Entgegen der Aussagen von Klimacamp und Ende Gelände differenzieren sich die Gruppen nicht in gewaltbereite und friedliche Demonstranten, sondern haben sich mehrheitlich in einem Gewaltkonsens zusammengefunden, der sich gegen unser Unternehmen und unsere Aufgabe als Energieerzeuger richtet.“
Vattenfall-Sprecher Thoralf Schirmer teilte mit, die Warmwasser- und Fernwärmeversorgung sei gefährdet gewesen. Schirmer sagte: „Da hängen Einrichtungen wie Krankenhäuser dran.“ Das Vorgehen der Protestler, mit Gewalt zu versuchen, ein Kraftwerk in die Knie zu zwingen, beträfe damit Menschen, die nichts mit Vattenfall zu tun hätten. Im Tagebaugelände selbst seien erhebliche Schäden entstanden. Schirmer gab an, es seien Geräte und Leittechnik zerstört worden. Vattenfall sagte, Ende Gelände habe eine „Spur der Verwüstung“ zurückgelassen.
Am 18. Mai 2016 erklärte Vattenfall, dass Kohlegegner sowohl Bahngleise, Signalanlagen als auch Tagebaugeräte manipuliert hätten. So seien unter anderem Gleisschuhe im Bereich der Kohlebrücke über die Bundesstraße 97 montiert worden, die bei einem Nichtauffinden den Absturz des Kohlezuges auf die darunter liegende Bundesstraße zur Folge gehabt hätten. Ende Gelände bestreitet diese Vorwürfe entschieden und verweist auf den Aktionskonsens des zivilen Ungehorsams, wonach zwar zu friedlichen Blockaden, aber ausdrücklich nicht zu Gewalt gegen Dinge oder Menschen aufgerufen worden sei. Auf in darauf folgenden Tagen veröffentlichten Fotos sind jedoch Gleisschuhe zusammen mit Kohlegegnern fotografiert worden. In einer „kurzen Bilanz“ am 7. Juni erklärte Ende Gelände bezüglich der Vorwürfe, es hätte Gleisschuhe gegeben. Diese wären aber „offen sichtbar, im Bereich der großen, durch die Polizei am Sonntag Vormittag geräumten Sitzblockaden“ angebracht gewesen. Sie „dienten der Blockade und natürlich nicht der Entgleisung.“ Das Vorhandensein der Gleisschuhe sei Polizei und Vattenfall, auch an der Brücke über die B 97, bekannt gewesen. Vattenfall habe bereits am Sonntag, 15. Mai 2016, die Gleisschuhe entfernt und „festgestellt: ‚Kohlezüge erreichen wieder Kraftwerk Schwarze Pumpe‘“. Das Entgleisen einer Lok am Dienstag, 17. Mai 2016, resultiere entweder aus einer nicht wahrgenommenen Sorgfaltspflicht Vattenfalls, die Schienen zu kontrollieren, oder „die Gleisschuhe [seien] erst nach Beendigung der Ende Gelände-Blockade angebracht worden, durch wen auch immer.“

### Schwedisches Parlament, Regierung und Wissenschaft
Das schwedische Parlament setzte den Verkauf von Vattenfalls Braunkohlegeschäft als aktuelles Thema auf die Tagesordnung der Sitzung am 24. Mai 2016, eine Woche nach Ende Gelände, um „über Vattenfalls Braunkohlegeschäfte und Klimaeffekte“ zu debattieren. 350.org und Greenpeace fordern die schwedische Regierung im Rahmen einer langfristigen politischen Kampagne auf, den Verkauf abzusagen und das Lausitzer Revier mittelfristig zu schließen. Die Sitzung des schwedischen Reichstags unterbrachen sie mit einer Protestaktion gegen den Verkauf unter dem Motto „Schweden, verkauf Vattenfall nicht!“ Der ehemalige Präsidentschaftskandidat der USA, Al Gore, der Direktor des Potsdamer Instituts für Klimafolgenforschung Joachim Schellnhuber, Johan Rockström vom Stockholm Resilience Centre und weitere Klimawissenschaftler forderten in einer gemeinsamen Erklärung ebenfalls eine Schließung des Reviers und einen Abbruch des Verkaufsprozesses.  Dennoch hat die schwedische Regierung am 2. Juli den Verkauf genehmigt.

### Landesregierung Brandenburg
Die brandenburgische Landesregierung kritisierte die Art des Protests. Ministerpräsident Dietmar Woidke (SPD) erklärte: „Wenn Aktionen in Gewalt und Nötigung umschlagen, ist eine rote Linie erreicht.“ Einige Aktivisten hätten dies offenkundig getan. Brandenburgs Wirtschaftsminister Albrecht Gerber (SPD) bezeichnete die Aktivisten als „aus ganz Europa anreisende Rechtsbrecher“ und sagte: „Natürlich steht es jedermann frei, für Unsinn und Unfug zu demonstrieren. Aber es darf nicht sein, dass in unserem Land Gewalt und Selbstjustiz um sich greifen.“ Die Angriffe aus neonazistischen Kreisen auf Ende Gelände Aktivisten wurden „auf das Schärfste verurteilt.“ Das Innenministerium Brandenburgs teilte jedoch mit, ausschließlich gegen 213 Personen wegen der Teilnahme an Ende Gelände zu ermitteln.

### Landtag Sachsen
Auf Antrag der CDU debattierte der Sächsische Landtag am 26. Mai über Ende Gelände. Abgeordnete der CDU bezeichnete die Aktivisten von Ende Gelände als „Krawallbrüder“, „Gewalttäter“, „Klimarandalierer“ und „Terroristen“. Die Grünen und die Linke widersprachen. Die AfD verbreitete Thesen, die den anthropogenen Klimawandel in Frage stellen. Ein Parlamentarier der Linken, der als parlamentarischer Beobachter an Ende Gelände teilnahm und deshalb von der CDU zur Selbstanzeige aufgefordert wurde, kommentierte: „Wer wie die CDU zivilen Ungehorsam als ‚Gewaltausbruch‘ denunziert, hat nicht begriffen, wie die Zivilgesellschaft in der Demokratie funktioniert.“

### Ende Gelände
Ende Gelände war die „größte Aktion zivilen Ungehorsams die je klimapolitisch stattgefunden hat“. Ende Gelände wertet insgesamt das Umsetzen des Aktionskonsens als Erfolg, da sich alle Teilnehmer an die vereinbarten Prinzipien des zivilen Ungehorsams gehalten haben, was beachtenswert sei, da viele Aktivisten nach zwei Tagen und zwei Nächten Blockade äußerst erschöpft waren. „Die Aktion verlief weitgehend ruhig, gut organisiert und besonnen.“
Kritisch wurde die überstrapazierte „Aktions-Logistik“ erwähnt, da unter anderem die Küche nicht auf eine so hohe Teilnehmerzahl vorbereitet war, was gleichwohl auch mit dem Erfolg der Mobilisierung begründet war.
Ende Gelände demonstrierte nach dem Aktionswochenende vor der schwedischen Botschaft in Berlin, während das schwedische Parlament über den Verkauf debattierte. Ein Sprecher von Ende Gelände sprach auf dem Auftaktpodium der „Energiewende-retten!“-Demonstration in Berlin am 2. Juni 2016, zu der Ende Gelände auch aufrief.
Das Ende Gelände Bündnis wirft Vattenfall vor, mit der Verbreitung von „Gewalttäter-Vorwürfen“ eine „Ablenkungskampagne“ betrieben zu haben. Die Gewaltvorwürfe seien „haltlos“ weil tatsächlich zu keinem Zeitpunkt Menschen durch Ende Gelände Aktivisten verletzt worden seien. Über das eigentliche Problem, die Verbrennung von Kohle, Klimawandel und Kohleausstieg, sei deshalb von Seiten Vattenfalls und Teilen der brandenburgischen Politik kaum gesprochen worden. Ende Gelände sieht sich gleichwohl durch die überwiegend gute Medienberichterstattung, die Unterstützung von Klimawissenschaftlern und die „ermutigende Erfahrung für viele Klimaaktivist*innen“ der erfolgreichen Blockade bestärkt. Im Jahr 2017 fand Ende Gelände, wie kurz nach der Aktion angekündigt, im rheinischen Revier statt.

## Strafverfolgung und Verfassungsschutz
Eine Teilnehmerin der Proteste wurde in einem beschleunigten Verfahren wegen Körperverletzung und Widerstands gegen Vollstreckungsbeamte zu einem Monat Freiheitsstrafe verurteilt. Insgesamt waren eine Woche nach Ende Gelände vier Aktivisten in Haft, sowohl von Ende Gelände als auch aus der kurz darauf geräumten Baumbesetzung „Lautonomia“. Bis zum 12. Juli 2016 wurden alle vier Aktivisten entlassen, nachdem sie ihre Personalien angaben, ihre Haftstrafe auslief, und im Falle von „Clumsy“ eine Fluchtgefahr laut Amtsgericht Görlitz nicht mehr bestand.
Gegen die 57 Personen aus dem Neonaziumfeld, denen die Polizei Sonntag Nacht Platzverweise erteilte, als diese scheinbar das Lausitzcamp angreifen wollten, erhob die Staatsanwaltschaft keine Anzeige, auch wurde niemand in Gewahrsam genommen.
Im Bericht des Bundesamtes für Verfassungsschutz wird Ende Gelände 2015 und 2016 erwähnt, wonach „Linksextremisten dieses Thema (Klimaschutz) mit der grundsätzlichen Kritik am ‚kapitalistischen System‘“ verbinden würden.
Am 24. Oktober 2018 wurde ein 47-jähriger Aktivist freigesprochen, er war wegen Hausfriedensbruchs angeklagt, die Staatsanwaltschaft hatte eine Geldstrafe von 800 Euro gefordert.

## Verkauf von Vattenfall an EPH
Am 24. Mai 2016 debattierte das schwedische Parlament über Vattenfalls Braunkohlegeschäfte und Klimaeffekte. Die schwedische Regierung genehmigte dennoch am 2. Juli den Verkauf. Am 30. September wurde der vollzogene Verkauf des Lausitzer Reviers, der Kraftwerke, Tagebaue und Verpflichtungen zur ökologischen Nachsorge von Vattenfall an EPH gemeldet. Der Verkaufspreis war jedoch gegenüber den ersten Prognosen im Jahr 2015 stark gesunken. So hatte Vattenfall ursprünglich 2 bis 3 Milliarden Euro einnehmen wollen. Schließlich musste eine unterschiedlich hoch angegebene Summe von 1,7 bis 3 Milliarden Euro an EPH gezahlt werden, um die mit der Braunkohle verbundenen Verpflichtungen an EPH abzugeben. Vattenfall rechnete mit 2,4 bis 3 Milliarden Euro Verlust im Geschäftsjahr 2016 durch den „Verkauf“. Die erste Aufsichtsratssitzung von EPH in Cottbus am 11. Oktober 2016 war von Protesten von Ende Gelände begleitet.

## Weitere juristische Aufarbeitung
Aus der Antwort des Ministers der Justiz und für Europa und Verbraucherschutz namens der Landesregierung des Landes Brandenburg auf die kleine Anfrage der AfD-Fraktion ist zu entnehmen, dass am 2. August 2017 von 64 Ermittlungsverfahren ein Verfahren durch eine Verurteilung zu 60 Tagessätzen à 10 Euro abgeschlossen wurde. 16 Verfahren bis dahin eingestellt waren. 25 Verfahren noch offen waren. Und weitere 22 Verfahren überwiegend eingestellt waren. In den offenen Verfahren dauerten die Ermittlungen an.